# Clarisse Agbegnenou
Clarisse Agbegnenou (født 25. oktober 1992) er en fransk judoka. Hun repræsenterede Frankrig ved sommer-OL 2016 i Rio de Janeiro, hvor hun vandt sølv på 63 kg.
Under sommer-OL 2020 i Tokyo, som fandt sted i 2021, vandt hun guld. Hun vandt også guld i holdkonkurrencen.
Han dimitterede fra HEC Paris.